# Дважды противоположно наращённый додекаэдр
Два́жды противополо́жно наращённый додека́эдр — один из многогранников Джонсона (J59, по Залгаллеру — М3+М15+М3).
Составлен из 20 граней: 10 правильных треугольников и 10 правильных пятиугольников. Каждая пятиугольная грань окружена четырьмя пятиугольными и треугольной; каждая треугольная грань окружена пятиугольной и двумя треугольными.
Имеет 40 рёбер одинаковой длины. 20 рёбер располагаются между двумя пятиугольными гранями, 10 рёбер — между пятиугольной и треугольной, остальные 10 — между двумя треугольными.
У дважды противоположно наращённого додекаэдра 22 вершины. В 10 вершинах сходятся три пятиугольных грани; в 10 вершинах сходятся две пятиугольных и две треугольных грани; в 2 вершинах сходятся пять треугольных граней.
Дважды противоположно наращённый додекаэдр можно получить из трёх многогранников — додекаэдра и двух пятиугольных пирамид (J2), — приложив основания пирамид к двум противоположным граням додекаэдра.

## Метрические характеристики
Если дважды противоположно наращённый додекаэдр имеет ребро длины {\displaystyle a}, его площадь поверхности и объём выражаются как
{\displaystyle S={\frac {5}{2}}\left({\sqrt {3}}+{\sqrt {25+10{\sqrt {5}}}}\right)a^{2}\approx 21{,}5349010a^{2},}
{\displaystyle V={\frac {1}{6}}\left(25+11{\sqrt {5}}\right)a^{3}\approx 8{,}2661246a^{3}.}